# Міністерство транспорту Онтаріо
Міністе́рство тра́нспорту Онта́ріо (МТО, англ. Ministry of Transportation of Ontario, фр. Ministère des transports) — міністерство уряду Онтаріо, що відповідає за транспортну інфраструктуру і транспортне законодавство в Онтаріо.

## Офіси
Головні офіси MTO розміщуються у трьох кампусах:
- Garden City Tower, Сент-Кетерінс, Онтаріо - 301 St. Paul Street
- Downsview Complex, Норт-Йорк, Онтаріо - 87, 125, 145, і 159 Sir William Hearst Avenue
- Ferguson Block, Торонто, Онтаріо - 77 Wellesley Street West

П'ять регіональних офісів:
- Eastern - Кінгстон (Онтаріо)
- Central (Downsview) - Торонто, Онтаріо
- Northwestern - Тандер-Бей, Онтаріо
- Southwestern - Лондон (Онтаріо)
- Northeastern - Норт-Бей (Онтаріо)

Районні офіси розміщуються у містах:
- Банкрофт (Онтаріо)[en]
- Норт-Бей (Онтаріо)
- Четем-Кент
- Оттава, Онтаріо
- Оуен-Саунд, Онтаріо
- Кокран (місто, Онтаріо)[en]
- Порт-Гоуп (Онтаріо)
- Гантсвіл (Онтаріо)[en]
- Кенора (Онтаріо)
- Су-Сент-Марі (Онтаріо)
- Кінгстон (Онтаріо)
- Лондон (Онтаріо)
- Садбері, Онтаріо
- Тандер-Бей, Онтаріо
- Теміскамінг-Шорес (Онтаріо)[en]

## Джерело
- Shragge, John; Bagnato, Sharon (1984). From Footpaths to Freeways. Ontario Ministry of Transportation and Communications, Historical Committee. ISBN 0-7743-9388-2.